# Господин за един ден
„Господин за един ден“ е български игрален филм (драма) от 1983 година на режисьора Николай Волев, по сценарий на Никола Статков. Оператор е Красимир Костов. Създаден е по разказите „Чуждоземецът“ и „Господинът“ на Никола Статков. Музиката във филма е композирана от Иван Стайков.

## Сюжет
България от 20-те години на XX век. Пурко (Тодор Колев) е беден селски музикант, който непрекъснато измисля нови и нови начини да надхитря живота и да изхранва многолюдното си семейство. Преминавайки през редица смешни и тъжни приключения в борбата с немотията, един хубав ден той докосва мечтата си – превръща се в добре облечен градски господин. Дали обаче новата му самоличност ще пасне на свободната душа на музиканта? Илюзията рухва, но Пурко намира кураж отново да надуе своя кларинет.

## Награди
- Награда за най-добър пълнометражен филм на Международния кинофестивал на хумора и сатирата Габрово, 1985
- Награда за мъжка роля на Тодор Колев на Международния филмов фестивал на хумора и сатирата Габрово, 1985

## Състав

### Актьорски състав
| Изпълнител                                          | Роля                           |
| --------------------------------------------------- | ------------------------------ |
| Тодор Колев                                         | Аспарух Кънчов (Пурко)         |
| Йорданка Стефанова                                  | Пурковица                      |
| Ицхак Финци                                         | бирникът                       |
| Стоян Гъдев                                         | попът                          |
| Никола Пашов                                        | кметът                         |
| Николай Ангелов                                     | стражарят                      |
| Иван Григоров                                       | Мито Босия                     |
| Иван Обретенов                                      | съселянин на Пурко             |
| Трифон Джонев                                       | Бай Линко, кръчмарят           |
| Велико Стоянов                                      | Куно, чорбаджията земевладелец |
| Силвия Въргова                                      | американката                   |
| Павел Поппандов                                     | господинът с белия костюм      |
| Георги Мамалев                                      | Керкелезов                     |
| Надя Тодорова                                       | сутеньорката в бордея          |
| Борис Радивенски                                    | немият тъпанджия               |
| Кина Мутафова                                       |                                |
| Бистра Тупарова                                     |                                |
| Стефан Костов                                       |                                |
| Гаврил Цонков                                       |                                |
| Стефан Бобадов                                      |                                |
| Милка Янакиева                                      |                                |
| Николай Васильовски                                 |                                |
| Владимир Давчев (не е посочен в надписите на филма) | клиент на банката              |

### Творчески и технически екип
| Сценарист            | Никола Статков                                                                                       |
| Редактор             | Свобода Бъчварова                                                                                    |
| Режисьор             | Николай Волев                                                                                        |
| Оператор             | Красимир Костов                                                                                      |
| Художник             | Костадин Русаков                                                                                     |
| Музика               | Иван Стайков                                                                                         |
| Звук                 | Маргарита Маринова                                                                                   |
| Костюми              | Росица Камбурова                                                                                     |
| Монтаж               | Евгения Тасева                                                                                       |
| Втори режисьор       | Велика Терзиева                                                                                      |
| Художник-гримьор     | Михаил Фердинандов                                                                                   |
| Организатори         | Ангел Митев Иван Манолов Димитър Гологанов                                                           |
| Комбинирани снимки   | Оператор: Елена Кирилова Художник: Борислав Икономов                                                 |
| Грим                 | Росица Иванова                                                                                       |
| Втори оператор       | Димитър Хаджиилиев                                                                                   |
| Асистент-оператори   | Венцислав Иванов Людмил Христов Александър Александров                                               |
| Фотограф             | Младен Чавдаров                                                                                      |
| Втори художници      | Антон Антонов Борислав Борисов                                                                       |
| Гардероб             | Верка Цветкова                                                                                       |
| Реквизит             | Венета Минчева Румян Димитров                                                                        |
| Асистент по монтажа  | Мария Кацева                                                                                         |
| Осветление           | Кирил Михайлов                                                                                       |
| Изпълнение по декора | Павел Петков                                                                                         |
| Техници по записа    | Димитър Атанасов Цветан Марков                                                                       |
| Кран                 | Валери Иванов                                                                                        |
| Асистент-режисьори   | Елена Александрова Роза Милева                                                                       |
| Директор             | Валентин Вълков                                                                                      |
| Distributed by       | Българска кинематография Студия за игрални филми „Бояна“ Първи творчески колектив /Copyright © 1983/ |